# フォルカークの戦い
フォルカークの戦い(Battle of Falkirk)は、1298年7月22日にイングランド王エドワード1世がウィリアム・ウォレス率いるスコットランド軍を打ち破った戦いで、イングランド（ウェールズ）のロングボウ部隊の有効性が実証された。

## 背景
1297年9月11日のスターリング・ブリッジの戦いの敗北により、スコットランドを失いつつあったため、エドワード1世はフランドルにおけるフランス王フィリップ4世との戦いを中止して、1298年4月にイングランドに戻りヨークに本営を構えた。
ここで、イングランドのみならずスコットランド貴族にも招集をかけ、大軍を率いてスコットランドに侵攻したが、スコットランド側は戦いを避け、焦土戦術を取ったため、イングランド軍はスコットランド中部に侵攻した時点で食糧不足に悩まされた。ウェールズ兵の中に叛乱を起こしそうな不穏な空気が生じたため撤退が検討されたが、偵察によりウィリアム・ウォレス率いるスコットランド軍がイングランド軍の撤退に対して追撃を行うべくフォルカークの近くに集結していることを知り、急遽、フォルカークに向かった。

## 戦闘
イングランド軍の騎兵隊2000人、歩兵12000人に対しスコットランド軍は騎兵隊500人、歩兵9500人だったといわれる。
スコットランド軍は、スターリング・ブリッジの戦いの勝利に倣い、槍兵を4つの部隊に分け、その間を短弓部隊が埋め、後方にカミン一族などの貴族からなる若干の騎兵隊を配置して待ち構えた。
一方、イングランド軍は3部隊に分け、左翼にノフォーク伯などの諸侯、右翼にダラム司教アンソニー・ベック、少し後方、中央にエドワード1世が自ら指揮を取った。
まず、両翼の騎兵隊がスコットランドの両翼に攻撃をかけ、敵騎兵隊や短弓部隊を蹴散らしたが、槍兵集団の槍衾を崩すことはできず、かえって乗馬を槍で突かれ、落馬する騎士が続出した。これを見たエドワード1世は騎兵隊を呼び戻し、ロングボウを中心とする、クロスボウ、投石機からなる弓兵を前面に出し、一斉射撃を行わせた。防護の無いスコットランド歩兵は即座に崩れ出し、イングランド騎兵隊がこれに襲いかかり殺戮をつくした。敗北を悟ったウィリアム・ウォレスは、かろうじて戦場からの脱出に成功した。

## 影響
ロングボウ部隊の有効性が実証され、以降、イングランド軍の主力兵器として練度も上げられ、百年戦争では優勢なフランス騎兵隊に対するイングランド軍の勝利に貢献することになる。一方、敗北したウィリアム・ウォレスの名声は低下し、「スコットランド王国の守護者及び王国軍指揮官」を辞任することになり、スコットランド反乱軍内部の派閥争いが激しくなった。エドワード1世は勝利したものの食糧不足、資金不足は変わらず、まもなくカーライルに帰還せざるを得なくなり、スコットランドの再征服は1304年までかかることになる。